# Изотопи водоника
Водоник (H) има три изотопа који се могу наћи у природи, понекад означени 1H, 2H и 3H. Прва два су стабилна, док 3H има време полураспада од 12.32 године. Такође постоје и тежи изотопи, који су сви синтетички и имају време полураспада мање од једне зептосекуне (10-21 секунди). Од ових 5H је најстабилнији, а 7H најнестабилнији. 
Водоник је једини елемент чији изотопи имају различита имена у уобичајеној употреби данас: 2H (или водоник-2) је деутеријум , а 3H (водоник-3) изотоп је трицијум . За деутеријум и трицијум се понекад користе симболи D и Т. IUPAC прихвата симболе D и Т, али препоручује да се уместо тога користе стандардни симболи (2H и 3H), како би се избегла забуна при абецедном сортирању хемијских формула . Обичан изотоп водоника, без неутрона, понекад се назива протијум . (Током раних истраживања радиоактивности, неки други тешки радиоактивни изотопи су добијали имена, али се таква имена ретко користе данас.)

## Водоник-1 (протијум)
1H (атомска маса 1.007825032241(94) U) је најчешћи изотоп водоника са 99,98% заступљености. Због тога што се језгро овог изотопа састоји од само једног протона, добило је формалан назив протијум. 
Протон се никада није посматрао до пропадања, и због тога се сматра да је водоник-1 стабилан изотоп. Неке теорије великог обједињења предложене 1970-их предвиђају да распад протона може да се догоди са временом полураспада између 1031 и 1036 година. Ако се установи да је ово предвиђање истинито, онда је водоник-1 (и свакако сва језгра за која се сада сматра да су стабилни) само “посматрано” стабилни. До данас, експерименти су показали да је минимално време полураспада протона у вишку од 1034 година.

## Водоник-2 (деутеријум)
2H (атомска маса 2.01410177811(12) U), други стабилни изотоп водоника, познат је као деутеријум, и у језгру садржи један протон и један неутрон. Језгро деутеријума се зове деутерон. Деутеријум чини 0.0026 – 0.0184% (популацијом, а не масом) водоникових узорака на Земљи, где се нижи број претежно налази у узорцима водониковог гаса, а веће обогаћење (0.015% или 150 ppm) типично за морску воду. Деутеријум на Земљи је обогаћен с обзиром на почетну концентрацију у Великом праску и спољњем Сунчевом систему (око 27 ppm, фракцијом атома) и концентрацијом у старијим деловима Млечног пута (око 23 ppm). Претпоставља се да је диференцијална концентрација деутеријума у унутрашњем Соларном систему последица ниже испарљивости деутеријумовог гаса и једињења, обогаћујући фракције деутеријума у кометама и планетама изложеним значајној топлоти Сунца током милијарди година еволуције Сунчевог система. 
Деутеријум није радиоактиван, и не представља значајну опасност од токсичности. Вода обогаћена молекулима који садрже деутеријум уместо протијума, зове се тешка вода. Деутеријум и његова једињења се користе као нерадиоактивна ознака у хемијским експериментима и растварачима за 1H-NMR спектроскопију. Тешка вода се користи као неутронски модератор и расхладно средство за нуклеарне реакторе. Деутеријум је такође потенцијално гориво за комерцијалну нуклеарну фузију.

## Водоник-3 (трицијум)
3H (атомска маса 3.01604928199(23) U) познат је као трицијум, и у језгру садржи један протон и два неутрона. Радиоактиван је, распада се у хелијум-3 кроз бета-распад са временом полураспада од 12.32 године. Трагови трицијума јављају се природно услед интеракције космичког зрачења са атмосферским гасовима. Трицијум се такође ослобађа током тестирања нуклеарних оружја. Користи се у термонуклеарном фузионим реакторима, као индикатор у изотопној геохемији, и специјализовано у самонапајајућим уређајима за осветљене. 
Најчешћа метода производње трицијума је бомбардовање природних изотопа литијума, литијума-6, неутронима у нуклеарном реактору. 
Трицијум је некада био рутински коришћен у хемијским и биолошким експериментима означивања као радио-ознака, што је мање уобичајено у последње време. D-T нуклеарна фузија користи трицијум као главни реактант, заједно са деутеријумом, ослобађајући енергију услед губитка масе приликом судара два језгра и фузије при високим температурама.

## Водоник-4
4H (атомска маса је 4.02643(11) U) садржи један протон и три неутрона у свом језгру. То је веома нестабилан изотоп водоника. Синтетише се у лабораторији бомбардовањем трицијума брзим језгрима водониковог изотопа деутеријума. У овом експерименту, језгро трицијума прима неутрон из брзог језгра деутеријума. О присуству водоника-4 закључујемо на основу детекције емитованог протона. Он се распада кроз емисију неутрона у водоник-3 (трицијум) са временом полураспада од око 139 ± 10 јоктосекунди (или (1.39 ± 0.10) × 10-22 секунди).

## Водоник-5
5H је веома нестабилан изотоп водоника. Језгро садржи један протон и четири неутрона. Синтетише се у лабораторији бомбардовањем трицијума брзим језгрима трицијума. У овом експерименту једно језгро трицијума везује два неутрона од другог при чему настаје језго с једним протоном и четири неутрона. Преостали протон је могуће детектовати и тако закључујемо о постојању водоника-5. Распада се приликом двоструке емисије неутрона на водоник-3 (трицијум) и има време полураспада од најмање 910 јоктосекунди (9.1 × 10-22 секунди).

## Водоник-6
6H распада се или приликом троструког зрачења неутронима на водоник-3 (трицијум) или четвороструког неутронског зрачења на водоник-2 (деутеријум) и има време полураспада од 290 јоктосекунди (2.9 × 10-22 секунди).

## Водоник-7
7H састоји се од једног протона и шест неутрона. Први пут је синтетизован 2003. године од стране групе руских, јапанских и француских научника у RIKEN-овој фабрици за радиоактивне изотопе бомбардовањем водоника атомом хелијума-8. У резултујућој реакцији свих 6 неутрона хелијума-8 преузима језгро водоника. Два преостала протона су регистрована RIKEN телескопом, уређајем који се састоји од више нивоа сензора, постављених иза циља RI Beam циклотрона. Водоник-7 има период полураспада од 23 јоктосекунде (2.3 × 10-23 секунди).

## Ланци распада
Већина тешких водоникових изотопа распада се директно на 3H, који се онда распада на стабилни изотоп 3He. Ипак, 6H се понекад распад на 2H. 
Периоди распада су у јоктосекундама за све изотопе осим 3H, који је изражен у годинама.